# Pigment Cell & Melanoma Research
Pigment Cell & Melanoma Research (ook Pigment cell and melanoma research) is een internationaal, aan collegiale toetsing onderworpen wetenschappelijk tijdschrift op het gebied van de celbiologie, dermatologie en de oncologie. De naam wordt in literatuurverwijzingen meestal afgekort tot Pigment Cell Melanoma Res. Het wordt uitgegeven door Wiley-Blackwell namens de International Federation of Pigment Cell Societies en verschijnt 6 keer per jaar.